# Huntsville (Alabama)
Huntsville è il centro amministrativo della Contea di Madison. La città secondo il censimento effettuato nel 2010 è abitata da 180.105 persone. L'area metropolitana di Huntsville ha una popolazione di 417.593 abitanti. Huntsville assieme a Decatur (tra le altre città), forma l'Area Statistica Combinata omonima abitata da 683.871 persone (dati 2013).

## Geografia fisica

### Territorio
Huntsville è localizzato a 34°42′49″N 86°35′10″W. Secondo l'Ufficio del censimento degli Stati Uniti d'America la città ha un'area totale di 210.0 miglia quadrate (543.9 km²).

### Clima
| Huntsville          | Mesi | Mesi  | Mesi  | Mesi  | Mesi  | Mesi  | Mesi  | Mesi | Mesi | Mesi | Mesi  | Mesi  | Stagioni | Stagioni | Stagioni | Stagioni | Anno    |
| Huntsville          | Gen  | Feb   | Mar   | Apr   | Mag   | Giu   | Lug   | Ago  | Set  | Ott  | Nov   | Dic   | Inv      | Pri      | Est      | Aut      | Anno    |
| ------------------- | ---- | ----- | ----- | ----- | ----- | ----- | ----- | ---- | ---- | ---- | ----- | ----- | -------- | -------- | -------- | -------- | ------- |
| T. max. media (°C)  | 10,1 | 12,7  | 17,7  | 22,6  | 26,8  | 30,7  | 32,1  | 32,2 | 28,9 | 23,1 | 17,1  | 11,4  | 11,4     | 22,4     | 31,7     | 23,0     | 22,1    |
| T. min. media (°C)  | −0,6 | 1,5   | 5,3   | 9,6   | 14,8  | 19,1  | 20,9  | 20,3 | 16,5 | 10,1 | 5,0   | 0,9   | 0,6      | 9,9      | 20,1     | 10,5     | 10,3    |
| Precipitazioni (mm) | 124  | 122,7 | 132,1 | 109,5 | 129,5 | 109,0 | 102,6 | 91,4 | 94,5 | 91,2 | 125,5 | 146,6 | 393,3    | 371,1    | 303,0    | 311,2    | 1 378,6 |

Il clima nell'Alabama del sud è di tipo mediterraneo con estati calde e inverni miti e umidi, mentre a nord è di tipo continentale. A Huntsville, nel nord del paese, sono possibili in inverno temperature inferiori di diversi gradi allo 0°, la temperatura media delle minime del mese più freddo in gennaio è di -2°, la neve è abbastanza frequente ma quando cade non porta quasi mai accumuli significativi. Le estati sono calde e umide con temperature spesso superiori ai 30° da giugno alla fine di agosto, mentre l'autunno e la primavera sono umide e abbastanza piovose, e si possono formare dei tornado anche di forte intensità come nel resto degli stati meridionali, per il contrasto d'aria fredda dal Canada e l'aria calda del vicino golfo del Messico.

## Storia
Huntsville deriva il proprio nome da John Hunt, il primo colono che si stabilì vicino alla Big Spring (La Grande Fonte). Hunt non reclamò la sua proprietà e così il terreno fu acquistato da Leroy Pope. Nel 1811 Huntsville divenne la prima città incorporata nell'Alabama sebbene l'anno di fondazione rimane stabilito nel 1805, all'arrivo di John Hunt.
La grande crescita di Huntsville fu permessa dall'industria del cotone. Molti agricoltori benestanti si spostarono in questa zona dalla Virginia, dalla Carolina del Sud e dalla Georgia. Nel 1819 i 44 delegati riuniti in un convegno istituzionale proprio ad Huntsville per scrivere la costituzione dell'Alabama.
Durante la Seconda Guerra Mondiale nell'area di Huntsville furono costruite tre industrie per la produzione di armi chimiche, dando un forte impulso alla crescita della popolazione nell'area.
Alla fine della guerra queste strutture, rimaste inutilizzate, furono unite sotto il nome di Redstone Arsenal, che divenne un sito per lo sviluppo di razzi e missili. Nel 1950 circa 1000 persone furono trasferite qui da Fort Bliss, in Texas, per lavorare nel centro di sviluppo. Tra questi erano presenti circa 200 scienziati e ingegneri tedeschi, portati negli Stati Uniti dopo la Seconda Guerra Mondiale tramite l'Operazione Paperclip. Durante la Guerra di Corea, qui fu sviluppato il missile PGM-11 Redstone.

## Società

### Evoluzione demografica
Huntsville ebbe un'improvvisa crescita negli anni '50 del secolo scorso, come emerge dall'immagine.
Abitanti censiti (in migliaia)

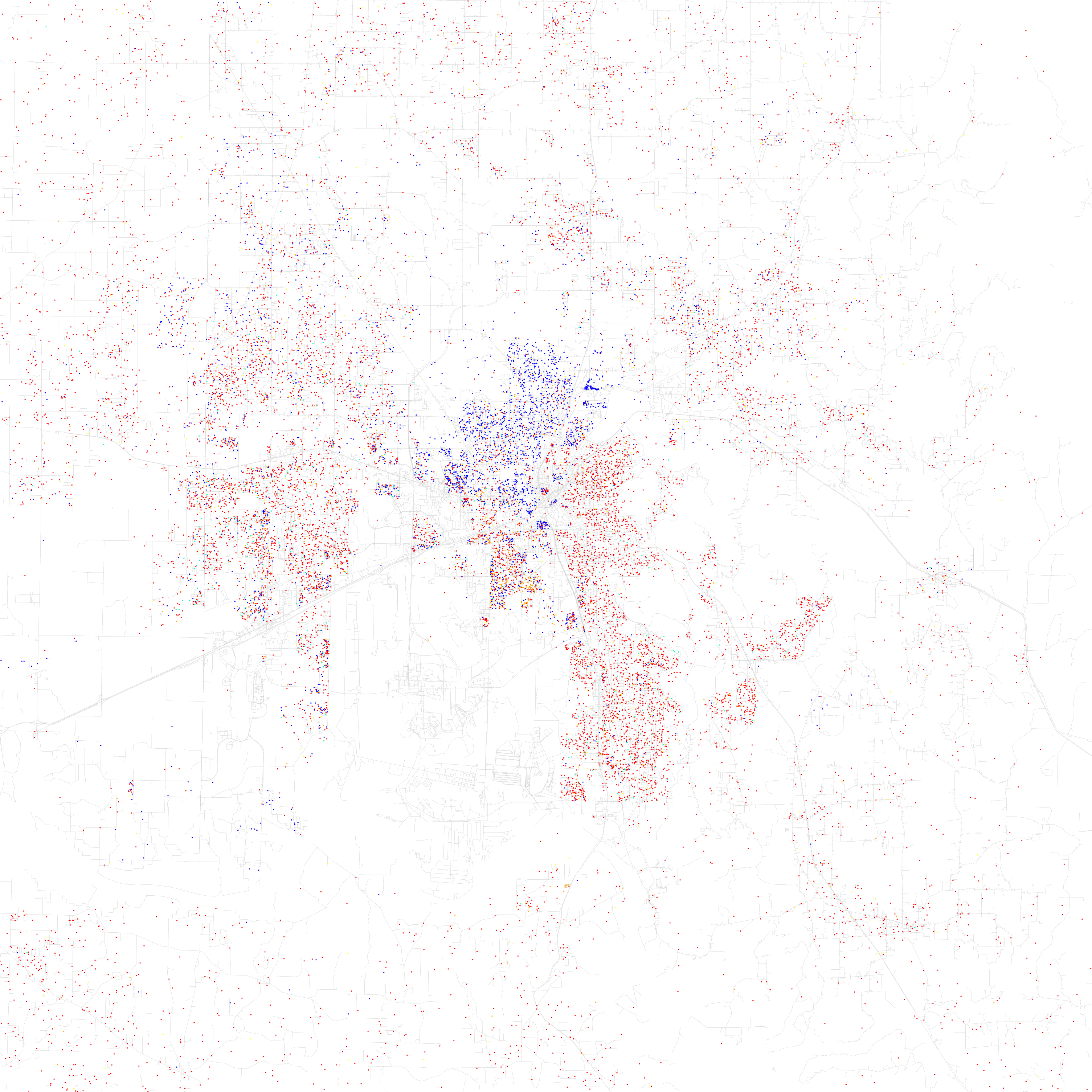
Mappa della distribuzione etnica a Huntsville secondo il censimento del 2010. Ogni punto rappresenta 25 persone: Bianchi, Neri, Asiatici, Ispanici o Altri

Secondo il censimento del 2010, c'erano 180.105 persone.

### Etnie e minoranze straniere
La composizione etnica della città è 60.3% bianchi, 31.2% neri, 0.6% nativi americani, 2.4% asiatici, 0.1% isolani del Pacifico, 2.9% di altre razze, e 2.5% di due o più etnie. Il 5.8% della popolazione è ispanica. I Bianchi non ispanici erano il 58% della popolazione nel 2010, mentre nel 1970 erano l'86.9%.

## Cultura

### Istruzione
La principale scuola primaria e secondaria della città è la Huntsville City Schools. L'istruzione superiore è garantita dai seguenti istituti:
- Alabama A&M University[15]
- J.F. Drake State Community and Technical College[16]
- Oakwood University[17]
- University of Alabama in Huntsville[18]

#### Biblioteche
Il "Huntsville-Madison County Public Library" è stato fondato nell'ottobre 1818.

### Media

#### Stampa
Il "Huntsville Life Magazine" e il "No'Ala Huntsville" sono riviste di stile di vita, pubblicate sei volte all'anno.

#### Radio
Huntsville è il 106° mercato radiofonico più grande degli Stati Uniti.

## Infrastrutture e trasporti
Sono presenti diverse piste ciclabili nella città.
La città è servita dall'Aeroporto Internazionale di Huntsville.

## Economia
L'economia di Huntsville verte primariamente sulle tecnologie militari ed aerospaziali. Il Cummings Research Park (CRS) è il secondo più grande luogo di ricerca negli USA ed il quarto nel mondo.
Huntsville sta diventando in fretta anche un importante centro per il commercio al dettaglio con la nascita di numerosi nuovi centri commerciali come il Bridge Street Town Center.

## Amministrazione

### Gemellaggi
Huntsville è gemellata con:
- Tainan, dal 1986[26]